# Lunds domkyrkodistrikt
 Der er for få eller ingen kildehenvisninger i denne artikel, hvilket er et problem. Du kan hjælpe ved at angive troværdige kilder til de påstande, som fremføres i artiklen.

Lunds domkyrkodistrikt er et svensk folkeregisterdistrikt i Lunds kommune og Skåne län.
Distriktet ligger i det centrale Lund, og det blev opretter den 1. januar 2016.
I distriktet ligger Lund Domkirke, der tidligere var den danske ærkebiskops hovedkirke.
55°42′15″N 13°11′35″Ø / 55.7042°N 13.1931°Ø